# KyivPride
KyivPride (ukrainien : КиївПрайд) est une organisation ukrainienne dont l'objectif est de sensibiliser la population ukrainienne à la communauté LGBTQIA+. L'ONG a été fondée en 2016.
En plus de ses activités tout au long de l'année, l'ONG « KyivPride » organise chaque année un événement appelé PrideWeek, qui comprend toute une série d'activités culturelles et éducatives visant à faire connaître la vie et les problèmes de la communauté LGBTQIA+ en Ukraine. Au cours de cette semaine, des débats, des formations, des ateliers, des expositions et des projections de films sont organisés. L'une des principales activités est également la Marche pour l'égalité à Kiev, une marche traditionnelle pour la défense des droits humains,.

## Liens
- (uk) Site officiel
- KyivPride sur le réseau social Instagram
- KyivPride sur le réseau social Facebook